# Геннадий Головкин — Давид Лемьё
Геннадий Головкин против Давида Лемьё — боксёрский чемпионский объединительный PPV поединок в среднем весе, на кону которого стояли титулы WBA super, IBO, WBC interim и IBF. Бой состоялся 17 октября 2015 года в Мэдисон Сквер Гарден, Нью-Йорк, США и завершился победой Головкина техническим нокаутом в 8-м раунде.

## Предыстория
Команда Геннадия Головкина, который достиг уровня суперзвезды в США долгое время искала подходящего соперника для дебютного боя Геннадия на платном телевидении. 26 июля 2015 стало известно что соперник найден, им стал боксёр Golden Boy Promotions, Давид Лемьё
Данный бой стал дебютом на платном телевидении для обоих боксёров.

## Перед боем
17 августа состоялась первая пресс-конференция посвящённая поединку.
За 30 дней до боя на предварительном взвешивании Головкин показал вес 74,8 кг, а вес Лемьё составил 79,7 кг. Лимит для этого срока составлял 10 % от официального лимита 72,6 кг, что составляло 79,8 кг.
5 октября на канале HBO вышел документальный фильм посвящённый раскрутке поединка: «Road to: Головкин-Лемьё».
На взвешивании за 7 дней до боя Головкин показал на весах 165,5 фунтов (75 кг), Лемьё — 167,6 фунта (76 кг). В этот же день, за неделю до боя, на телеканале HBO, вышла документальная передача «Face off».
14 октября состоялась финальная пресс-конференция.
В этом противостоянии букмекерская компания Sportingbet отдает явное преимущество Головкину, ставки на которого принимаются из расчета 1,06, тогда как коэффициент на победу Лемьё составляет 7,5

## Ход главного поединка
Поначалу соперники принялись вести позиционное противостояние. Головкин сразу же обозначил намерение много работать джебом, что для него является не совсем привычной практикой. Давид сильно вкладывался в удары, но постоянно не доставал и промахивался. Геннадий так и продолжал не подпускать уступающего в росте и размахе рук соперника на убойную для того дистанцию. А Лемьё сам не мог решить эту дилемму, так как его ноги зачастую попросту не поспевали за движениями рук и туловища. Ну, и удары канадец наносил хаотично и размашисто.
В начале пятого раунда канадец попытался действовать ещё решительнее, но никак не мог дотянуться своими размашистыми ударами до головы Геннадия. Однако в середине этой трёхминутки Давиду наконец удалось впервые за бой пару раз достать Головкина акцентированными панчами. Однако на последней минуте казахстанец всё вернул с лихвой, когда попал отличным левым ударом по печени, после чего на лице Лемьё образовалась гримаса боли и он тут же присел на канвас. В пылу борьбы Геннадий стукнул по голове уже стоящего на колене соперника, но тут же извинился за этот непреднамеренный удар.
Но восьмой раунд оказался последним. Уже порядком разбитый и потрёпанный Лемьё продолжал пропускать увесистые удары, многие из которых всё так же были острыми и чёткими джебами, но терпел и, в свою очередь, много промахивался. Головкин уже стал играть с соперником, как кошка с мышкой. Сначала Геннадий попал сильным правым кроссом в голову, развил этот успех, прижав соперника к канатам, а затем пробил по печени апперкотом. Лемьё тут же отступил назад и присел, но всё же удержался на ногах. Головкин бросился на добивание, но здесь уже рефери вклинился между бойцами, приняв решение прекратить бой как раз на экваторе трёхминутки.
Некоторым зрителям остановка показалась ранней, да и сам Лемьё был не очень доволен решением судьи в ринге Стиви Уиллиса.
В послематчевом интервью Геннадий выразил готовность и желание сразиться с самыми сильными и звёздными соперниками. Правда, в рамках этого же вечера бокса определился официальный претендент на завоёванный Геннадием пояс IBF. Им стал багамец Туреано Джонсон. Однако и сам Головкин, и руководство WBC желают, чтобы его следующим оппонентом стал обладатель полновесного мирового титула WBC, который определился 21 ноября в мегафайте между пуэрториканцем Мигелем Котто и мексиканцем Саулем Альваресом. Им стал Сауль Альварес, хотя Мигель Котто был лишен титула WBC ещё до поединка.
|                  | | |
| Соперник         | Геннадий Головкин — Давид Лемьё | Геннадий Головкин — Давид Лемьё |
| Место проведения | Мэдисон Сквер Гарден, Нью-Йорк, США | Мэдисон Сквер Гарден, Нью-Йорк, США |
| Результат        | Победа Головкина техническим нокаутом в 8 раунде | Победа Головкина техническим нокаутом в 8 раунде |
| Статус           | Чемпионский объединительный бой за титул суперчемпиона по версии WBA (15-я защита Головкина), по версии IBO (12-я защита Головкина), по версии временного чемпиона WBC (3-я защита Головкина), по версии IBF (1-я защита Лемьё) в среднем весе. | Чемпионский объединительный бой за титул суперчемпиона по версии WBA (15-я защита Головкина), по версии IBO (12-я защита Головкина), по версии временного чемпиона WBC (3-я защита Головкина), по версии IBF (1-я защита Лемьё) в среднем весе. |
| Рефери           | Стив Вилис | Стив Вилис |
| Счёт судей       | Гленн Фелдман: 70:62; Джули Ледерман: 70:62; Стив Вишфелд: 70:62 (все в пользу Головкина на момент остановки боя) | Гленн Фелдман: 70:62; Джули Ледерман: 70:62; Стив Вишфелд: 70:62 (все в пользу Головкина на момент остановки боя) |
| Время            | 1:32 минут | 1:32 минут |
| Трансляция       | HBO PPV | HBO PPV |
| Промоутер        | Tom Loeffler (К2 Promotions), Oscar De La Hoya (Golden Boy Promotions) | Tom Loeffler (К2 Promotions), Oscar De La Hoya (Golden Boy Promotions) |
|                  | Головкин | Лемьё |
| Вес              | 72,3 кг | 72,5 кг |
| Результаты боёв  | до боя: 33(30КО) — 0 после боя:34(31КО) — 0 | до боя: 34(31КО) — 2 (1КО) после боя:34(31КО) — 3 (2КО) |
| Гонорар          | 2 000 000 $ | 1 500 000 $ |

### Статистика ударов
| Боксёр   | Раунд           | Джебы   | Силовые | Всего   |
| -------- | --------------- | ------- | ------- | ------- |
| Головкин | Попаданий/всего | 170/359 | 110/190 | 280/549 |
|          | Процент         | 47 %    | 58 %    | 51 %    |
| Лемьё    | Попаданий/всего | 35/191  | 54/144  | 89/335  |
|          | Процент         | 18 %    | 38 %    | 27 %    |

## Карта боксёрского мероприятия
- Гонорары основных участников:
  - Головкин — 2 млн, Лемьё — 1.5 млн.
  - Гонсалес — 250 тыс., Вилория — 100 тыс.
  - Ортис — 120 тыс., Видондо — 60 тыс.
  - Туареано — 35 тыс., О’Кейн — 7.5 тыс.

## Итоги PPV
Поединок продавался по системе платных трансляций. 50 $ за SD качество и 60 $ за HD качество.
Общее число продаж немного превысило 150 000 покупок, что стало более низким показателем от предполагаемого 200 000. Если бы число покупок превысило бы 200 000, то гонорары Лемьё и Головкина стали бы выше фиксированных.
Доход за ppv составил около 8 000 000 $. Помимо этого доход от продажи билетов составил около 2 000 000 $. Доход от продажи сувениров составил 122 000 $, и около 500 000 $ составил доход от трансляций в другие страны.
Несмотря на низкие продажи ppv, общий доход и прибыль с поединка значительно превысили стандартную прибыль от доходов с обычного эфира кабельного ТВ.